# Augustus Elink Sterk (1839-1899)
Augustus Elink Sterk (Den Haag, 12 juni 1839 - Haarlem, 10 februari 1899) was een Nederlands waterbouwkundige en spoorwegingenieur.

## Opleiding en werk bij de spoorwegen
Hij werd in het bouwvak opgeleid en studeerde enige jaren in het buitenland. In 1860 werd hij opzichter 5de klasse, en in 1862 bouw- en werktuigkundige 3e klasse bij de aanleg van de Staatsspoorwegen. Met als standplaats Arnhem werkte hij aan de aanleg van de spoorlijn Arnhem - Zutphen, een onderdeel van staatslijn A., de spoorlijn Arnhem - Leeuwarden.

## Haarlemmermeer
In augustus 1867 werd hij benoemd tot opzichter van de Haarlemmermeerpolder, in 1880 werd hij ingenieur van die polder, wat hij bleef tot zijn overlijden in 1899. Hij werd toen in die functie opgevolgd door van Ir. Lodewijk Leopold graaf van Randwijck. Hij had vooral ervaring met stoomwerktuigkunde, wat heel relevant was bij de grote stoomgemalen voor de Haarlemmermeerpolder. Hij heeft zich sterk gemaakt om voor de inundatie van de polder ten gunste van de Stelling van Amsterdam de plannen zodanig aan te passen dat de schade voor de polder niet zo groot zou worden. Bovendien betwijfelde hij of het wel zou werken, voor onderwaterzetting is heel veel water nodig. Ook is, als Amsterdam een eilandje wordt omgeven door zout water, er een tekort aan drinkwater. Het voorstel om drinkwater te winnen uit zeewater, wat voorgesteld was, kon hij door berekening volledig afwijzen. Deze conclusies kwamen ook voort uit het onderzoek wat hij gedaan heeft naar de verdamping in stoomketels (dus voor de productie van stoom voor aandrijving van machines).
Zijn onderzoek naar kwel door de dijken in verband met regenval en verdamping was heel relevant en nuttig.

## Privé
Hij was zoon van Hester Keurenaer en kunstenaar Isaac Cornelis Elink Sterk. Zelf trouwde hij in Meppel op 04 juni 1869 met Jantina Lucretia Barth.
- Biografisch Portaal: 49897775